# هربس نطاقي عيني
الهربس النطاقي العيني (بالإنجليزية: Herpes zoster ophthalmicus)‏ ويُعرف اختصارًا HZO، هو مرضٌ يحدث فيه إعادة تنشيطٍ لفيروس جدري الماء النطاقي الكامن في العصب العيني (الفرع الأول من العصب ثلاثي التوائم).:380 هذه الحالة هي نوعٌ فرعيٌ مُهم من الهربس النطاقي، حيثُ تمثل 15% من الحالات. ينتقل الهربس النطاقي العيني عبر الاتصال المباشر أو الرذاذ. فيروس جدري الماء النطاقي هو فيروسٌ ذو حمض نووي ريبوزي منقوص الأكسجين، ويُنتجُ جسيماتٍ مشتملة حمضية داخل النواة، ويكون الفيروس موجهً للعصب.
يكون تأثير الفيروس أكثر شيوعًا على العصب الجبهي من العصب الأنفي الهدبي أو العصب الدمعي.

## العلامات والأعراض

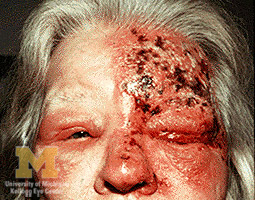
هربس نطاقي في العصب ثلاثي التوائم، مع التهاب العنبية والتهاب القرنية

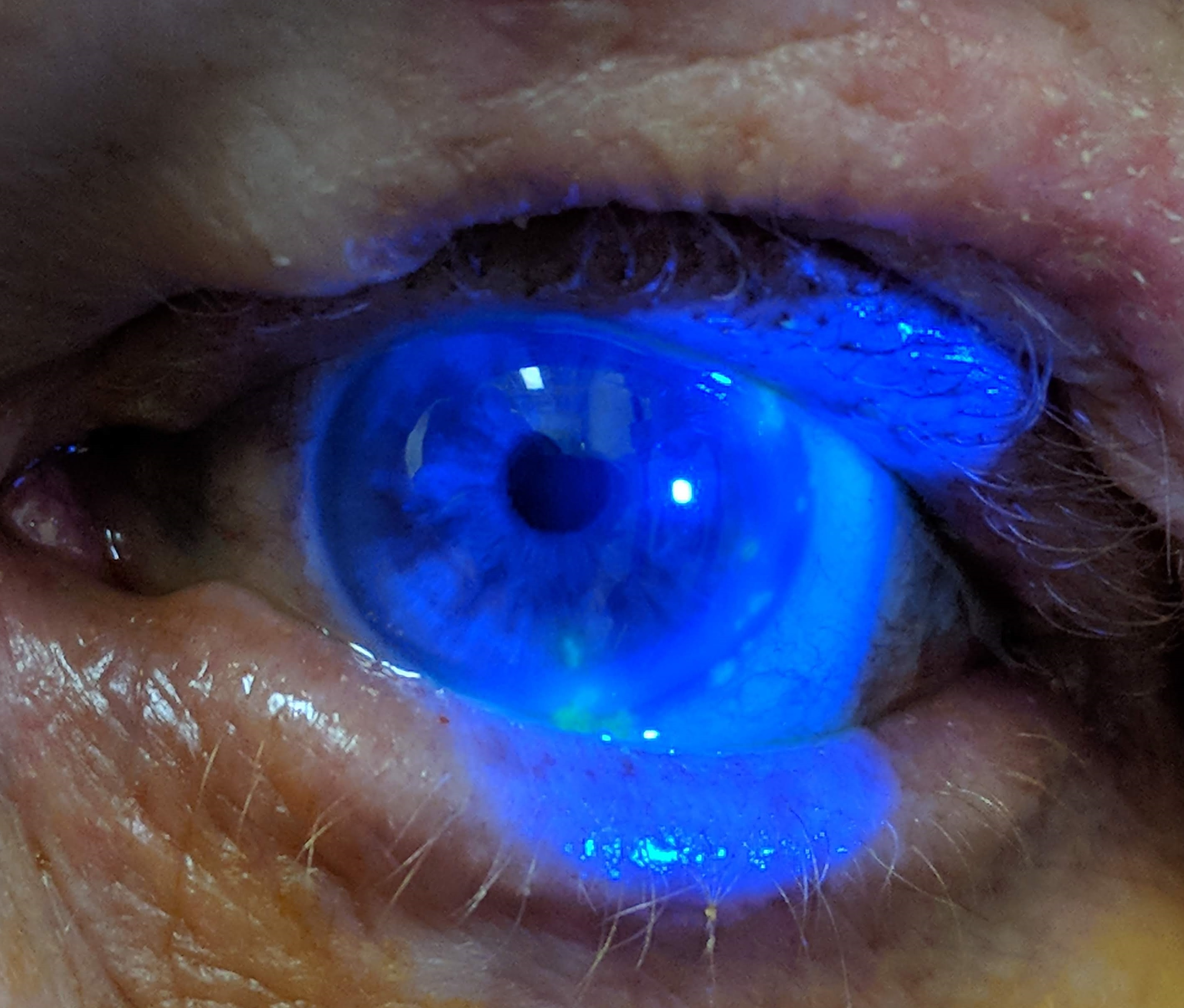
هربس نطاقي عيني كما يُرى بعد صبغه ومضيًا باستعمال ضوء كوبالت أزرق

### الجلد
- بادرة فيروسية
- ألم عصبي سابق للهربس
- طفح، يتحول من حطاطات إلى حويصلات إلى بثرات ثم يحصل التئامٌ في الجرح.
- علامة هتشنسن: تأثر جلد طرف الأنف، مما يُشير إلى تأثر العصب الأنفي الهدبي. يزيد وجود علامة هتشنسن من احتمالية حدوث مضاعفاتٍ عينيةٍ مرتبطةٍ بالهربس النطاقي العيني.
- توزيعٌ مُنتشر في الأفراد منقوصي المناعة.[4]

### القرنية
- النسيج الطلائي: تآكلات النسيج الطلائي المنقط وتغصن كاذب: غالبًا ما يكون هناك ارتشاحٌ سدوي أمامي. تبدأ بعد يومين إلى ثلاثة أيام من بداية الطفح الجلدي، وتُشفى خلال 2 إلى 3 أسابيع، وهو شائع الحدوث.
- سدوي:
  - التهاب القرنية الدرهمي: توجد ترسباتٌ سدوية حبيبية أمامية. يحدث في خلال 10 أيام من بداية الطفح الجلدي، وهو غير شائع الحدوث.
  - التهاب القرنية الخلالي الناخر: يوجد ارتشاحٌ سدوي، وترققٌ في القرنية وربما تثقب. يحدث خلال 3 أشهر أو عدة سنوات بعد ظهور الطفح الجلدي، وهو نادر الحدوث.
- التهاب القرنية القرصي الشكل: قرصٌ من وذمة قرنية، تطوى في غشاء دسميه، مع التهابٍ خفيفٍ واضحٍ داخل غرفة العين الأمامية وترسباتٍ قرنية دقيقة. عادةً يكون مزمنًا، ويحدث ما بين 3 أشهر أو عدة سنوات بعد ظهور الطفح الجلدي، وهو غير شائع الحدوث.
- عوامل التغذية العصبية: يؤدي تلف الأعصاب القرنية إلى حدوث عيبٍ طلائي مُستمر، مع ترققٍ وربما تثقب. تصبح القرنية عرضةً للالتهاب البكتيري والفطري، وعادةً ما تكون مزمنةً، وتكون بدايته متأخرة، وهو غير شائع الحدوث.
- لويحاتٌ مخاطية: ارتفاعاتٌ رمادية خطية مٌلتصقة بشكل فضفاضٍ بالنسيج الطلائي المرضي/السدوي. عادةً يكون مزمنًا، ويبدأ ما بين 3 أشهر أو عدة سنوات بعد ظهور الطفح الجلدي.[4]

### العنيبة
يحدثُ التهاب العنبية في 40-50% من حالات الهربس النطاقي العيني، ويكون ذلك خلال أسبوعين من حدوث الطفح الجلدي. التهاب القرنية النموذجي في الهربس النطاقي العيني عادةً ما يكون التهابًا قزحيًا طفيفًا، خاصةً إذا كانت علامة هتشنسن موجودةً عبر وجود حويصلاتٍ على طرف الأنف.
تظهرُ عدة علاماتٍ وتتضمن:
يرتبط الالتهاب العنيب غير الورمي الحبيبي:
- ترسباتٍ قرنية صغيرة.
- وهيج مائي بسيط.
- أحيانًا يحدث غمير قيحي دموي.

يرتبط التهاب العنبية الهربسي النطاقي العيني مع حدوث مضاعفاتٍ مثل ضمور القزحية وحدوث ماء أزرق ثانوي ولكنه غير شائعٍ. قد يحدث سادٌ في المراحل الأخيرة من المرض.

## العلاج
عادةً ما يكون العلاج باستعمال مضادات الفيروسات مثل الآسيكلوفير عبر الفم.

### العنيبة
- تمنع المواد الشالة للعضلة الهدبية حدوث التصاقات القزحية. تجنب استخدام الستيرويدات في الأسبوع الأول، وذلك لأنها ستسبب إما قرحة قرنية أو تتفاقم إلى قرحة متغصنة. يمكن البدء باستعمال الستيرويدات بعد تثبيط الفيروس وعدم وجود أي عدوًى أُخرى في ذلك الوقت.
- آسيكلوفير: يُسهل التحكم المُبكر في آفات الهربس النطاقي العيني. يمكن استعمال 3% من الآسيكلوفير موضعيًا، من 3 إلى 5 قطرات في اليوم. يمكن أيضًا استخدام الآسيكلوفير جهازيًا عبر الفم باستعمال 800 ملغم 5 مرات يوميًا.[5]